# Рёэн, Сигурд
Сигурд Рёэн (норв. Sigurd Røen; 12 февраля 1909 года — 17 сентября 1992 года) — норвежский двоеборец и лыжник, чемпион мира в двоеборье и лыжных гонках, многократный призёр чемпионатов Норвегии. 

## Карьера
На чемпионате мира 1937 года выступал в лыжных гонках и двоеборье. В двоеборье завоевал золотую медаль, 12 балов выиграв у серебряного медалиста, своего партнёра по команде Ролфа Корбю. В лыжных гонках выступал лишь в эстафете в которой также завоевал золотую медаль. Кроме этого участвовал в турнире двоеборцев на чемпионате мира 1935 года и занял там пятое место.